# Kecamatan Peninjauan
Kecamatan Peninjauan är ett distrikt i Indonesien. Det ligger i den västra delen av landet, 400 km nordväst om huvudstaden Jakarta.